# Saman Aghazamani
Saman Aghazamani (tiếng Ba Tư: سامان آقازمانی, sinh ngày 14 tháng 1 năm 1989 ở Tehran, Iran) là một tiền vệ bóng đá người Iran hiện tại thi đấu cho Naft Tehran ở Persian Gulf Pro League.

## Sự nghiệp câu lạc bộ
Anh bắt đầu sự nghiệp chuyên nghiệp cùng với Saipa và chuyển đến Persepolis tháng 6 năm 2009 và thi đấu ở vị trí tiền vệ phòng ngự, hậu vệ phải. Anh gia hạn hợp đồng cùng với Persepolis thi đấu 3 năm, giữ anh đến năm 2015.
Vào ngày 13 tháng 1 năm 2014, Aghazamani gia nhập Rah Ahan với bản hợp đồng 2,5 năm.

### Thống kê sự nghiệp câu lạc bộ
- Cập nhật gần đây nhất:  10 tháng 5 năm 2014

| Thành tích câu lạc bộ       | Thành tích câu lạc bộ | Thành tích câu lạc bộ | Giải vô địch | Giải vô địch | Cúp               | Cúp               | Châu lục | Châu lục  | Tổng | Tổng |
| --------------------------- | --------------------- | --------------------- | ------------ | ------------ | ----------------- | ----------------- | -------- | --------- | ---- | ---- |
| Câu lạc bộ !\| Giải vô địch | Số trận               | Bàn thắng             | Số trận      | Bàn thắng    | Số trận           | Bàn thắng         | Số trận  | Bàn thắng |      |      |
| Iran                        | Iran                  | Iran                  | Giải vô địch | Giải vô địch | Cúp bóng đá Hazfi | Cúp bóng đá Hazfi | Châu Á   | Châu Á    | Tổng | Tổng |
| 2008–09                     | Saipa                 | Pro League            | 2            | 0            | 0                 | 0                 | 0        | 0         | 2    | 0    |
| 2009–10                     | Persepolis            | Pro League            | 7            | 0            | 0                 | 0                 | –        | –         | 7    | 0    |
| 2010–11                     | Persepolis            | Pro League            | 12           | 0            | 4                 | 0                 | 5        | 0         | 21   | 0    |
| 2011–12                     | Persepolis            | Pro League            | 18           | 0            | 2                 | 0                 | 4        | 0         | 24   | 0    |
| 2012–13                     | Persepolis            | Pro League            | 9            | 0            | 0                 | 0                 | –        | –         | 9    | 0    |
| 2012–13                     | Rah Ahan              | Pro League            | 12           | 0            | 0                 | 0                 | –        | –         | 12   | 0    |
| 2013–14                     | Rah Ahan              | Pro League            | 14           | 0            | 3                 | 0                 | –        | –         | 17   | 0    |
| Tổng cộng sự nghiệp         | Tổng cộng sự nghiệp   | Tổng cộng sự nghiệp   | 74           | 0            | 9                 | 0                 | 9        | 0         | 92   | 0    |

## Sự nghiệp quốc tế
Aghazamani cũng là một phần của U-23 Iran. Anh từng là đội trưởng của U-20 Iran.

## Danh hiệu
Persepolis
- Cúp bóng đá Hazfi: 2009–10, 2010–11